# 리베카 토머스
리베카 토머스(Rebecca Thomas, 1984년 12월 10일 ~ )는 미국의 영화 감독이다. 2012년 영화 《일렉트릭 칠드런》으로 데뷔했다.